# Макдональд, Артур
Артур Брюс Макдональд (англ. Arthur Bruce McDonald; род. 29 августа 1943, Сидни, Новая Шотландия, Канада) — канадский физик.
В 2015 году он разделил Нобелевскую премию по физике вместе с Такааки Кадзитой за открытие нейтринных осцилляций, показывающих, что нейтрино обладают массой.

## Награды и признание
- Член Королевского общества Канады (1997)[7]
- Премия Тома Боннера (2003)
- Канадская золотая медаль Герхарда Херцберга (2003)
- Премия имени Бруно Понтекорво (Объединённый институт ядерных исследований, Дубна; 2004)
- Мемориальная лекция Манне Сигбана (2005)
- Медаль Бенджамина Франклина (2007)
- Член Лондонского королевского общества (2009)[8]
- Нобелевская премия по физике (2015)[9].
- Премия по фундаментальной физике (2016)
- Иностранный член Национальной академии наук США (2016)[10]
- Иностранный член Российской академии наук (2019)
- Орден Новой Шотландии (2016)[11][12]